# Baidu
Baidu, Inc. (на китайски: 百度, на пинин: Bǎidù, /ˈbaɪduː/ Ба̀йду) е китайска многонационална технологична компания, специализирана в интернет услуги и продукти, както и в изкуствен интелект (AI), разположена в пекинския район Хайдян. Тя е една от най-големите AI и интранет компании в света. Холдинговата компания е регистрирана на Каймановите острови. Baidu е основана през януари 2000 г. от Robin Li и Eric Xu. Търсачката Baidu е четвъртият по популярност в света уебсайт в класирането на Alexa Internet. Baidu е предшествана от RankDex, предишна търсачка, разработена от Robin Li през 1996 г., преди той да основе Baidu през 2000 г.
Baidu предлага различни услуги, включително китайска търсеща машина, както и картографска услуга, наречена Baidu Maps. Baidu предлага около 57 обществени услуги и услуги за търсене, такива като Baidu Baike (онлайн енциклопедия, далеч изпреварила китайската Уикипедия) и базиран на ключови думи дискусионен форум.
В списъка на най-големите публични компании в света на Forbes Global 2000 за 2019 г. Baidu заема 297-о място, в това число 186-о по пазарна капитализация, 181-во по чиста печалба, 675-о по оборот и 693-то по активи; в „Списъка на най-големите компании на Китай по версията на Forbes (2019)“ компанията заема 45-о място.
Понастоящем компанията предлага (съвместно с немски производители) Baidu Antivirus 2013 Beta. Антивирусната програма съчетава в себе си енджина Baidu Antivirus и облачния енджин Baidu Cloud Security, заедно с антивирусния енджин Avira Antivirus за предоставяне на комплексна защита срещу всички видове онлайн заплахи. Baidu Antivirus 2013 има статут на антивирусна програма. Компанията е известна също със своето приложение за Android телефони – Baidu Root – програма за рутинг (на английски: Rooting).
През 2017 г. компанията Baidu влиза в блокчейн консорциума Hyperledger, за да обедини усилията в разработката на разпределени мрежи с такива гиганти като Accenture, IBM, JP Morgan и др.